# Nansen Sound
El Nansen Sound o estrecho de Nansen es un fiordo o estrecho marino del ártico canadiense, situado entre la isla Axel Heiberg, al oeste, y la  isla de Ellesmere, al noreste. 
Administrativamente, forma parte del territorio autónomo de Nunavut, Canadá.

## Geografía
El Nansen Sound está localizado en la parte septentrional del archipiélago ártico canadiense, y a él se accede directamente desde el océano Ártico. Es el más septentrional, salvo el estrecho de Nares, de todos los estrechos del archipiélago y sus aguas permanecen helados la mayor parte del año.

### Ribera nororiental
La ribera nororiental del Nansen Sound es el tramo de costa noroccidental de la isla de Ellesmere, un tramo de unos 150 km. Se inicia en la isla Kruger, una pequeña isla costera situada frente a la península Kleybolte. El estrecho sigue dirección sureste, con varios fiordos o entrantes ue se adentran en dirección NE, con la bahía Archibald (al otro lado de península de Kleybolte), los fiordos Emma y Jugeborg, la punta White, el fiordo Otto (que se adentra en dirección este unos 100 km, y que bordea la parte sur de la península de Hvitland, con el glaciar Otto al fondo), el cabo St Andrew, la punta Confederation, los fiordos Hare —que se adentra en dirección NE unos 110 km y bordea por el sur la península de Svartfjeld— y Greely —que se adentra en dirección E unos 200 km y bordea, a su vez, las montañas Blue y Blackwelder y la parte sur de península de Elmerson.
La continuación del Nansen Sound es el fiordo Greely, que sigue su misma dirección y que tiene varios fiordos interiores, como Borup, Tanquary, bahía Antoinette, y fiordo Iberville y Cañón, el mayor, que se adentra a su vez 120 km en dirección sur.

### Ribera suroccidental
La ribera suroccidental del Nansen Sound es el tramo de costa noroccidental de la isla Axel Heiberg. Comienza en el cabo Stallworthy, el extremo septentrional de la isla y sigue en dirección sureste, en un tramo poco accidentado en el que únicamente hay un entrante, el Flat Sound, que bordea la parte occidental de la península de Schei, donde está la punta Butter Porridge, el extremo meridional del Nansen Sound y que da inicio, más al sur, al Eureka Sound.

## Historia
El estrecho fue descubierto y nombrado por el explorador noruego Otto Sverdrup, en su expedición (1898-1902) con el barco Fram.